# Team Jorge
« Team Jorge » est le nom donné à une société israélienne spécialisée dans la désinformation sur les réseaux sociaux, le piratage informatique, le sabotage et l'utilisation d'activités cybernétiques malveillantes, au profit de différents clients, en vue de manipuler les résultats des élections. « Team Jorge » est active dans l'industrie de la désinformation depuis au moins 2015. Elle se targue d'avoir manipulé trente-trois élections présidentielles dans le monde, dont beaucoup en Afrique, avec vingt-sept cas des résultats positifs pour ses clients.
Elle a été créée par l'ancien militaire israélien Tal Hanan, et elle est principalement constituée d'une équipe d'anciens militaires israéliens qui se sont spécialisés dans le renseignement et l'influence, le dénigrement de personnalités, le sabotage d'élections, la construction de récits inventés, la propagande, la manipulation de l'opinion publique (et en particulier des choix électoraux), « aux dépens de l'information et de la démocratie » selon les journalistes enquêteurs. L'un des principaux outils de l'organisation est, outre des logiciels espions, une plateforme logicielle « intelligente » baptisée Advanced Impact Media Solutions, ou Aims, capable de créer, diffuser et gérer de faux profils, de faux comptes en ligne et de fausses informations sur les réseaux sociaux : une « ferme de robots informatiques » et un « catalogue de plus de 30 000 profils automatisés de fausses personnes […] utilisés par Jorge pour poster en rafale des commentaires sur les réseaux sociaux, faire monter une polémique » et notamment pour manipuler les résultats de processus électoraux.
Cette officine politique secrète a été démasquée en 2022 par un groupe de journalistes d'enquête de Forbidden Stories, dans le cadre du projet Story Killers, à la suite d'une opération d'infiltration qui a eu lieu à Tel-Aviv, conduite par des journalistes israéliens et français ,.  Les journalistes infiltrés se sont fait passer pour des clients potentiels, intermédiaires d'un dirigeant africain désireux de décaler, voire de faire annuler, des élections, et ils ont pu filmer leurs interactions avec Tal Hanan – le chef du groupe « Team Jorge » et ancien agent des forces spéciales israéliennes. Il a lui-même décrit et expliqué une partie du fonctionnement interne de l'organisation et fait une démonstration de l'efficacité de ses outils informatiques en diffusant une fausse information sur la mort d’un émeu nommé « Emmanuel » à l’aide du logiciel Aims. Les 29 et 3 juillet 2022, l’hashtag #RIP_Emmanuel figurait en "tendance twitter" en Slovaquie.
« Jorge » est l'un des pseudonymes de Tal Hanan, qui a inspiré le nom de « Team Jorge ».

## Histoire
La première activité publiquement documentée du groupe (grâce à plusieurs lanceurs d'alerte) ne date que de 2015 mais, selon Tal Hanan (en 2022), Team Jorge existe depuis plus de deux décennies et offre, moyennant d'importantes rétributions, ses services à des agences de renseignement gouvernementales, des hommes politiques ou responsables de campagnes politiques, et à des entreprises privées qui souhaitent secrètement manipuler l'opinion publique.
Et, d'après une brochure intitulée « élections, renseignement et opérations spéciales », envoyée à Cambridge Analytica en 2015, le groupe « Team Jorge », constitué d’ex-spécialistes du Renseignement et des forces spéciales israéliennes, américaines, espagnoles, britanniques ou russes, couplés à des « experts en médias » connaissant « les meilleurs moyens de raconter une histoire, un message ou un scandale, et de créer les effets désirés », serait actif depuis 1999 (année qui — note le consortium — est également celle de la création de « Demoman », l'entreprise officielle dont Tal Hanan est le PDG).
Le groupe s'est adjoint d'autres compétences, comme celle de Roger Francisco Noriega, ancien assistant d'élu et ancien diplomate américain (ambassadeur), qui a notamment été secrétaire d'État adjoint aux affaires de l'hémisphère occidental sous le gouvernement de George W. Bush, et qui est ensuite passé dans le privé pour devenir lobbyiste.
Selon les dires et documents collectés par l'enquête journalistique publiée en 2023, la « Team Jorge » a activement conduit des activités de propagande et de désinformation dans plus de trente pays, majoritairement pour le compte de sociétés et d'industriels.

## Outils et méthodes de tromperie et d'influence
Dans une brochure de trois pages donnée à Cambridge Analytica en 2015, Tal Hanan proposait de combiner des approches d'« intelligence stratégique », d'analyse de la « perception publique », de « guerre de l’information », de « sécurité des communications », ainsi qu'un « package spécial Jour J ».

### Plateforme d'Intelligence artificielle
L'un des principaux outils de l'organisation (en 2022) est un progiciel baptisé Advanced Impact Media Solutions, ou Aims, appuyé sur une intelligence artificielle qui « écrit désormais des posts viraux à la demande », puis les fait circuler sur Facebook, mais également sur Twitter, LinkedIn, Telegram, etc.
Cette plateforme logicielle évoque l'outil Ripon (mise à disposition d'Aggregate IQ et de Cambridge Analytica, pour les mêmes usages), qui facilite et automatise la création et le contrôle centralisé de milliers de faux profils de réseaux sociaux, notamment sur Facebook.
L’intelligence artificielle incluse dans l'outil peut ainsi, à partir de quelques mots-clés et en quelques secondes, écrire et propulser en ligne des séries massives de posts, des articles, des commentaires ou des tweets. Ces textes peuvent être écrits dans toutes les langues majeures, et — au choix — avec une tonalité « positive », « négative » ou « neutre ». Devant les journalistes infiltrés, les mots-clés « Tchad », « président », « frère » et « Déby », choisis par « Jorge » ont permis, en douze secondes, de générer sur Internet les contenus de dix tweets négatifs sur le pouvoir tchadien : « Trop c’est trop, nous devons mettre fin à l’incompétence et au népotisme du président du Tchad, frère Deby », « Le peuple tchadien a suffisamment souffert sous le règne du président Frère Deby » et, selon l'un des associés de Jorge, « un opérateur peut gérer 300 profils, donc en deux heures, tout le pays parlera du récit [qu’on] veut ».
Certains des faux profils créés sont dotés de vrais comptes sur Amazon et Airbnb, ainsi que d'une carte de crédit et de portefeuilles bitcoin, ce qui leur donne plus de crédibilité et augmente leurs capacités de nuisance (pouvant même manipuler le cours des cryptomonnaies) ;

### Autres outils
Le groupe « Team Jorge » utilise également des outils et techniques de piratage lui permettant de pénétrer les comptes et boites mail de victimes ou de personnes connexes. Devant les journalistes sous couverture, il a utilisé des documents provenant de TA9 (société-fille de Rayzone) et évoqué la « reconnaissance faciale ». Les auteurs de l'enquête publiée en 2023 notent que, selon le journal israélien Calcalist, Tomás Zerón, qui fait l'objet d'un mandat d'arrêt international pour torture et disparition forcée, défendu au moyen de l'AIMS, serait réfugié en Israël dans un logement appartenant à David Avital, qui est actionnaire d'une filiale de Rayzone. Son avocate Liora Turlevsky reconnait que M. Zerón est bien en Israël, mais affirme qu'« il n'a jamais vécu dans un appartement appartenant à David Avital ».
Jorge dit pouvoir, grâce à une faille de Rayzone, hacker le réseau mobile. Il dit pouvoir aussi accéder à tout ce que l'on peut trouver dans toutes les bases de données ; et pour le démontrer, il a, devant les journalistes infiltrés, très rapidement pris le contrôle de messageries privées Gmail de hauts responsables africains, montrant qu'il avait notamment accès à leur drive et à leur carnet d’adresses. Il a fait de même pour de nombreux comptes Telegram.

### Responsables et collaborateurs
Parmi les personnes de l'entité ou très proches d'elle rencontrées par les journalistes figurent :
- Tal Hanan et son frère Zohar Hanan, dit Nick, qui se présente comme spécialiste du détecteur de mensonges, et a été décrit comme le directeur général de Team Jorge[6] ;
- Mashi Meidan, ancien patron, dans les années 2010, d'une société de sécurité israélienne installée au Panama, et peut-être un ancien membre du Shin Bet ou Shabak (Renseignement intérieur israélien)[2]. Ses avocats affirment qu'il a « travaillé pour le gouvernement israélien jusqu’en 2006, date à laquelle il a pris sa retraite », et qu'il « n’est pas, et n'a jamais été, associé à une société ou une entité nommée "Team Jorge" et n'est certainement pas un "partenaire commercial" dans une telle entreprise »[2] ;
- Shuki Friedman, également un ancien du renseignement intérieur israélien. Responsable durant plusieurs années du renseignement à Ramallah, en Palestine[2] ;
- Yaakov Tzedek, qui préside Tzedek Media Group, et se dit « expert du numérique et de la publicité » depuis plus de dix ans[2].

Tal Hanan semble s'être aussi associé à des personnes non-issues des sphères militaires et/ou du renseignement, dont : 
- l'Américain Roger Noriega[2] ;
- Martin Rodil, un ancien du Fonds monétaire international[2].

En 2022, le groupe peut s'appuyer — selon ses affirmations (invérifiables) — sur un réseau d'une centaine d'employés, via six bureaux à travers le monde, liés au siège basé à Modi'in-Maccabim-Re'ut, une ville à 35 km au sud-est de Tel-Aviv. L'une de ses entreprises (DemoMan) disposait en 2022 de bureaux et représentants en Israël, aux États-Unis, en Suisse, en Espagne, en Croatie, aux Philippines ou en Colombie. L'entreprise affichait encore des adresses au Mexique et en Ukraine, mais celles-ci, selon les dires de Tal Hanan publiés en 2023, ont été fermées, à cause d’un ralentissement des affaires pour la première et de la guerre russo-ukrainienne pour la seconde.
Selon Mashy Meidan, partenaire et proche de Hanan, la Team Jorge a « travaillé en Europe, en Afrique, en Asie du Sud-Est et en Amérique latine ».

## Enquête et exposition
Les activités de l'équipe Jorge ont été révélées après une opération d'infiltration par trois journalistes d'enquête : Gur Megiddo de TheMarker, Frédéric Métézeau de Radio France et Omer Benjakob de Haaretz. Ceux-ci se sont fait passer pour des clients potentiels et ont réussi à filmer des moments passés avec Tal Hanan à Tel Aviv en 2022, durant lesquels ce dernier explique le fonctionnement interne de l'organisation.
L'enquête plus large a impliqué des journalistes d'un total de trente médias, coordonnés par Forbidden Stories, avec notamment The Guardian, Der Spiegel, Die Zeit, Le Monde, l'Organized Crime and Corruption Reporting Project (OCCRP), El País et d'autres médias et organisations en France, en Allemagne, en Indonésie, en Israël, au Kenya, en Espagne, en Tanzanie et aux États-Unis.

### Sous-traitance pour Cambridge Analytica
Tal Hanan a participé à des réunions impliquant Cambridge Analytica dès 2014.
Cambridge Analytica (qui s'est auto-dissoute) avait été créée en 2013 par Alexander Nix et Steve Bannon comme émanation de SCL (Strategic Communication Laboratories), et était principalement financée par la famille du milliardaire américain conservateur Robert Mercer,. Sa vocation était de secrètement contrôler et fausser les résultats de campagnes électorales (ou référendums) par diverses techniques d'influence et de dénigrement (ex : référendum sur l'appartenance du Royaume-Uni à l'Union européenne), notamment au moyen du profilage psychologique de millions d'individus et de la construction de messages ciblés et de fake news par une plateforme logicielle dénommée Ripon, intégrant une intelligence artificielle, mise au point par la société-sœur de Cambridge Analytica (créée en même temps qu'elle, mais au Canada), AggregateIQ, une société fermée après les révélations faites dans le cadre du scandale Facebook-Cambridge Analytica/AIQ, mais qui semble avoir été reprise par la société Emerdata Limited (basée dans les mêmes bureaux et ayant en majorité les mêmes directeurs),,,.
Les enquêtes qui ont suivi le scandale Facebook-Cambridge Analytica/AIQ ont révélé un partenariat avec des « hackers israéliens » appartenant à un groupe désigné par Alexander Nix dans un mail interne de Cambridge Analytica, comme « Israeli back ops ». Ce groupe, dirigé par une personne se faisant appeler « Jorge », et l'identité réelle de ce Jorge sont restés inconnus du public jusqu'en février 2023. Il est alors apparu que « Jorge » est l'un des pseudonymes utilisés par Tal Hanan.
Des courriels divulgués à The Guardian ont montré ou confirmé que la « Team Jorge » a travaillé pour Cambridge Analytica en 2015 et 2017, au moins pour discréditer des campagnes politiques en Afrique et en Amérique du Sud.
Ces deux organisations ont notamment collaboré pour manipuler l'élection nigériane de 2015, pour faire réélire Goodluck Jonathan en discréditant Muhammadu Buhari, mais cette fois sans succès.

### Exemples d'actions illégales et malveillantes
Selon les informations disponibles, cette officine a secrètement été payée pour :
- promouvoir le nucléaire en Californie[19] ;
- promouvoir le président sénégalais Macky Sall afin qu’il soit réélu en 2019[19] ;
- dénigrer des personnes, dont par exemple :
  - George Chang, homme d’affaires hongkongais propriétaire de 90 % du port du Panama, violemment dénigré en 2020[19],
  - Xavier Justo, lanceur d'alerte suisse (ayant révélé un vaste scandale de corruption et de détournement massif d'argent en Malaisie)[19]. Justo a transmis, en janvier 2015, environ 227 000 documents liés à cette énorme fraude au Wall Street Journal et à la blogueuse militante Clare Rewcastle Brown, qui écrit dans le Sarawak Report[20] ; ces documents compromettants avaient été acquis au sein de l’entreprise saoudienne PetroSaudi International où Justo a travaillé[21]. Ce dernier est alors violemment pris à partie par une campagne de diffamation en ligne. Notamment, fin 2020, un site internet et une chaîne YouTube se faisant passer comme les siens le dépeignent comme un mercenaire n'agissant que pour le profit, et dont la parole n'est pas fiable. Team Jorge agit pour que ce faux site et cette fausse chaîne soient largement diffusés sur les réseaux sociaux, via de faux comptes, tout en orchestrant une opération de diffamation plus large, le faisant passer pour un voleur, un drogué, et un maître chanteur,
  - un adversaire politique, par exemple en faisant livrer au domicile de son épouse des sextoys commandés sur Amazon, par un avatar informatique nommé Shannon Aiken supposément être une « jolie blonde » ; cette situation laisse l'épouse imaginer un adultère. « Après ça, on a fait fuiter l’histoire et le fait qu’il ne pouvait plus rentrer chez lui » ajoute Tal Hanan[2] ;
- dénigrer des instances gouvernementales, par exemple, en 2021, avec une attaque concertée d'avatars d'AIMS contre l'agence de sécurité sanitaire britannique, car elle avait ouvert une enquête sur un laboratoire accusé d’avoir fourni environ 43 000 faux résultats négatifs de test Covid à ses patients (le groupe propriétaire de ce laboratoire nie avoir eu des liens avec « Jorge »)[2] ;
- défendre des personnes poursuivies par la justice. À titre d'exemple, en 2020, « Team Jorge » a utilisé un grand nombre d'avatars pilotés par son progiciel AIMS pour soutenir Tomás Zerón alors qu'il était sous le coup d’un mandat d'arrêt international dans le cadre d'une enquête sur la disparition, en 2014, de 43 étudiants[2]. Cet ancien haut-fonctionnaire mexicain est accusé d'avoir contribué à l'achat du logiciel espion Pegasus par les autorités mexicaines, et d'avoir, quand il était directeur de l'agence chargée des enquêtes criminelles de 2013 à 2016, pratiqué des enlèvements, la torture et des falsifications de preuves[2]. En 2023, cette personne est réfugiée en Israël (où les autorités ne veulent pas l'extrader)[2]. Les bots de « Team Jorge » ont propagé le message que Zerón est en fait un « innocent » victime de fausses accusations, lancées dans le cadre d'une campagne orchestrée à son encontre par le « président corrompu » du Mexique (Andrés Manuel López Obrador). Selon son avocate (Liora Turlevsky), M. Zerón « n’est responsable d’aucune campagne en son nom et ne sait pas qui se cache derrière chaque commentaire sur les réseaux sociaux[2] » ;
- truquer, (ré)orienter les résultats de référendums (dont celui qui a conduit au Brexit) ou d'élections, en modifiant les opinions de potentiels votants prêts à changer d'avis. Ainsi :
  - « Team Jorge », selon Tal Hanan, serait intervenu dans 33 campagnes présidentielles, dont 27 ont eu des résultats en faveur de la faction qui l'avait embauché[1],[2],
  - il a aussi revendiqué une cyberattaque, en 2019, contre le comité central des élections d'Indonésie, attaque censée provenir de Chine pour des raisons politiques[1] ; des médias (dont Bloomberg) ont effectivement rendu compte de l'attaque de mars 2019, en la présentant comme étant probablement une ingérence d'origine « sino-russe », alors qu'une enquête du journal The Guardian, plus prudente, concluait qu'il s'agissait plus probablement du travail d'autres pirates ayant laissé derrière eux une fausse piste[1],
  - « Team Jorge » a piraté les courriels du chef d'état-major de Trinité-et-Tobago et divulgué un document pour provoquer une crise politique, transmis de fausses informations à un journaliste d’ABC pour influencer l'élection présidentielle vénézuélienne de 2012 contre l'ancien président Hugo Chávez, a mené une campagne en 2022 affirmant que le Front Polisario a des liens avec le Hezbollah et l'Iran, et une autre campagne en 2022 diffamant Ali Bin Fetais Al-Marri, l'envoyé de l'ONU pour la lutte contre la corruption[22] ;
  - Tal Hanan a aussi affirmé que son équipe (« Team Jorge ») était intervenue dans le référendum sur l'indépendance de la Catalogne en 2014, en étant par exemple à l'origine d'une rumeur et de la diffusion de documents selon lesquels il y aurait des liens entre les partisans de l'indépendance catalane et l'État islamique. Mais il n'a pas révélé qui était le commanditaire de l'opération[23] ;
- pirater des comptes de réseaux sociaux et des boites mail : à titre d'exemple, donné par lui-même en 2022 aux journalistes qui l'ont rencontré (et filmé), Tal Hanan affirme avoir piraté le compte Telegram de Dennis Itumbi, alors qu'il gérait la stratégie numérique de William Ruto lors des élections générales kenyanes de 2022[1] ; Itumbi a ensuite confirmé au journal The Star que son compte Telegram avait été infiltré et qu'il avait remarqué une « activité accrue » à l'approche des élections kenyanes[24]. Itumbi et son collègue Davis ChirChir (chef de cabinet de Ruto) ont pour leur part été accusés, après les élections, d’avoir utilisé des hackers pour manipuler les résultats de la présidentielle, puis blanchis par la Cour suprême, qui a finalement considéré que les supposées preuves de cette accusation étaient falsifiées[2].

### Aspects financiers
Peu de données sont disponibles sur le chiffre d'affaires, les dépenses et bénéfices de la « Team Jorge », mais on sait que Tal Hanan demandait en 2015 à Cambridge Analytica 160 000 dollars pour huit semaines de « recherche et préparation » puis 40 000 dollars de frais de déplacement, alors qu'en 2022 il se montrait beaucoup plus exigeant avec les reporters sous couverture : six millions d’euros pour une campagne dans un pays africain.

## Réactions

### Affaire Rachid M'Barki/BFM TV
Une première réaction a éclaté en France début 2023, à la suite d’informations révélées par Frédéric Métézeau (Radio France) et le journal Le Monde.
Selon ces informations, « Team Jorge » avait créé de fausses informations (brèves orientées, « fournies clé en main » par un intermédiaire et concernant (pour les premiers cas repérés) des oligarques russes, le Qatar, le Soudan, le Cameroun ou encore le Sahara occidental. Ces brèves, dans ce cas, étaient confiées à Rachid M'Barki, présentateur à la chaine de télévision BFM TV par un intermédiaire, peut-être pour le compte de gouvernements étrangers. M'Barki les a diffusées sans l'approbation de sa rédaction. M'Barki a été suspendu dès janvier 2023 alors que BFM TV ouvrait une enquête interne. À titre d'exemple, le contenu d'une de ces brèves était :
« L’Union européenne annonce un nouveau train de sanction contre la Russie. […] Des sanctions à répétition qui font craindre le pire aux constructeurs de yachts à Monaco. Le gel des avoirs des oligarques met leur secteur en grande difficulté… ».
CheckNews a montré que l'intermédiaire qui fournissait le thème, les images voire le texte à la virgule (pour plusieurs sujets) diffusés par BFM TV était le lobbyiste Jean-Pierre Duthion, mis en cause un an plus tôt pour avoir fait porter par un député, lors d’une réunion de la commission des affaires étrangères de l’Assemblée nationale, la promotion d’un projet de cryptomonnaie particulièrement douteux.
Un membre de la « Team Jorge » avait  suggéré aux journalistes infiltrés que l'officine était à l'origine d'un reportage de BFM TV relatif aux effets des sanctions contre des oligarques russes sur l'industrie des yachts de luxe à Monaco. On y prétendait, sans fondement, que 10 000 emplois étaient menacés. C'était l'un des nombreux reportages diffusés tard dans la nuit par M'Barki à l'insu de l'équipe éditoriale, que la « Team Jorge » pouvait ensuite exploiter en reprenant l'information sur les réseaux sociaux par les bots de l'équipe.

### En Inde
Le 16 février, le Parti du Congrès indien a demandé une enquête sur la possible implication ou ingérence électorale de l'équipe Jorge dans les élections indiennes. Le porte-parole du Congrès Pawan Khera et l'ancien journaliste et maintenant chef des médias sociaux du Congrès Supriya Shrinate ont lié les révélations sur une éventuelle ingérence en Inde à un schéma plus large de désinformation en ligne et de dommages aux processus démocratiques et électoraux du pays.